# Arnar Gunnlaugsson
Arnar Bergmann Gunnlaugsson (Akranes, Islandia, 6 de marzo de 1973) es un exjugador y entrenador de fútbol islandés. Actualmente dirige a la selección de Islandia.

## Trayectoria

### Como jugador
Gunnlaugsson empezó su carrera en el ÍA Akraness, donde fue un delantero prolífico goleador. Después de una pasantía, Arnar y su hermano gemelo Bjarki fueron fichados por el Feyenoord en noviembre de 1992.Luego de tener escasas oportunidades en el primer equipo, ambos fueron cedidos al 1. F. C. Núremberg en la temporada 1995-96.Si bien tuvo una buena actuación allí, el club alemán no terminó comprando su pase por problemas financieros.
En la campaña 1994-95, fue fichado por el Sochaux donde jugó 25 partidos en poco menos de dos temporadas, marcando cuatro goles. En julio de 1997 volvió a jugar brevemente en el ÍA Akraness.Posteriormente, fue transferido al Bolton Wanderers en el mercado de verano. Tras el descenso del club, tuvo una segunda temporada muy buena, anotando 13 goles en 27 partidos en Primera División.En julio de 1999, fue comprado por el Leicester City en una suma cercana a los £2.000.000 donde contó con pocas oportunidades como titular.
Entre 2000 y 2002, fue cedido en dos oportunidades al Stoke City, con el que ganó el EFL Trophy.A mediados de 2002, su contrato con el equipo inglés expiró y, después de un período a prueba, firmó con el Dundee United.En 2003, regresó a su país natal para vestir la camiseta del KR, ÍA, Valur y Fram.En noviembre de 2011, finalizó su carrera como futbolista profesional.

### Selección nacional
En abril de 1993, Gunnlaugsson hizo su debut con la selección de Islandia en un partido amistoso contra Estados Unidos. Su último partido internacional fue un amistoso contra Finlandia en abril de 2003, donde fue sustituido por Veigar Páll Gunnarsson.En total, jugó 32 partidos internacionales y marcó tres goles.

### Como entrenador
Gunnlaugsson comenzó su carrera como entrenador en el ÍA Akraness y se desempeñó como técnico interino en dos oportunidades con su hermano gemelo.Entre junio de 2016 y diciembre de 2017, fue asistente en el KR Reykjavík y de enero de 2018 a enero de 2019 ocupó el mismo rol en el Víkingur Reykjavík.
El 6 de octubre de 2018, fue contratado como entrenador del Víkingur Reykjavík.Durante su estancia, obtuvo en dos oportunidades la Úrvalsdeild y en cuatro ocasiones la Copa de Islandia.El 15 de enero de 2025, el club anunció su salida después de que la KSÍ pagase la rescisión del contrato de Gunnlaugsson.
En enero de 2025, asumió al frente de la selección de Islandia en reemplazo de Åge Hareide.

## Clubes

### Como jugador
| Club               | País         | Año       |
| ------------------ | ------------ | --------- |
| ÍA Akraness        | Islandia     | 1989-1992 |
| Feyenoord          | Países Bajos | 1992-1994 |
| 1. F. C. Núremberg | Alemania     | 1994-1995 |
| ÍA Akraness        | Islandia     | 1995      |
| Sochaux            | Francia      | 1995-1997 |
| ÍA Akraness        | Islandia     | 1997      |
| Bolton Wanderers   | Inglaterra   | 1997-1999 |
| Leicester City     | Inglaterra   | 1999-2002 |
| Stoke City         | Inglaterra   | 2000      |
| Dundee United      | Escocia      | 2002-2003 |
| KR Reykjavík       | Islandia     | 2003-2006 |
| ÍA Akraness        | Islandia     | 2006-2007 |
| FH Hafnarfjörður   | Islandia     | 2007-2008 |
| ÍA Akraness        | Islandia     | 2008-2009 |
| Valur              | Islandia     | 2009      |
| Haukar             | Islandia     | 2010      |
| Fram               | Islandia     | 2011      |

### Como entrenador
| Club                  | País     | Año           |
| --------------------- | -------- | ------------- |
| ÍA Akraness           | Islandia | 2006          |
| ÍA Akraness           | Islandia | 2008-2009     |
| Víkingur Reykjavík    | Islandia | 2018-2025     |
| Selección de Islandia | Islandia | 2025-presente |

## Palmarés

### Como jugador

#### Campeonatos nacionales
| Título           | Club             | País       | Año     |
| ---------------- | ---------------- | ---------- | ------- |
| Úrvalsdeild      | ÍA Akraness      | Islandia   | 1992    |
| Úrvalsdeild      | ÍA Akraness      | Islandia   | 1995    |
| EFL Trophy       | Stoke City       | Inglaterra | 1999-00 |
| Copa de Islandia | KR Reykjavík     | Islandia   | 2003    |
| Copa de Islandia | FH Hafnarfjörður | Islandia   | 2007    |
| Úrvalsdeild      | FH Hafnarfjörður | Islandia   | 2008    |

### Como entrenador

#### Campeonatos nacionales
| Título           | Club               | País     | Año  |
| ---------------- | ------------------ | -------- | ---- |
| Copa de Islandia | Víkingur Reykjavík | Islandia | 2019 |
| Úrvalsdeild      | Víkingur Reykjavík | Islandia | 2021 |
| Copa de Islandia | Víkingur Reykjavík | Islandia | 2021 |
| Copa de Islandia | Víkingur Reykjavík | Islandia | 2022 |
| Úrvalsdeild      | Víkingur Reykjavík | Islandia | 2023 |
| Copa de Islandia | Víkingur Reykjavík | Islandia | 2023 |